# 中国企业管理百科全书
中国企业管理百科全书是中華人民共和國一本有關企業管理的百科全书，由中国企业管理协会组织编写，编委会主任委员为袁宝华、顾问邓力群、总编辑张彦宁。参加撰稿和审稿工作的约800人。該百科全書於1984年2月由企业管理出版社出版，是中华人民共和国成立后出版的第一部以企业管理学為主題的百科全书。全书共有1856条条目，约300万字，彩图438幅，黑白图341幅，分上下卷。該書主要涉及企业管理发展史、企业管理原理与组织领导、计划管理与经营决策、科技管理、生产管理、劳动人事管理、市场与销售管理、财务、成本管理与经济核算、系统工程、企业思想政治工作等領域。
1990年7月，企业管理出版社又出版了中国企业管理百科全书:增补卷。該書由中国企业管理百科全书编辑委员会以及中国企业管理百科全书编辑部编寫。全書共900页，是對中国企业管理百科全书配套的增补卷，主要補充1984年以后企业管理学科的新知识。全書共收1168个条目，共180多万字，配图223幅。